# Anne-Catherine Lyon
Pour les articles homonymes, voir Lyon (homonymie).
 (octobre 2015).
Si vous disposez d'ouvrages ou d'articles de référence ou si vous connaissez des sites web de qualité traitant du thème abordé ici, merci de compléter l'article en donnant les références utiles à sa vérifiabilité et en les liant à la section « Notes et références ».
Anne-Catherine Lyon, née le 12 avril 1963 à Lausanne, est une personnalité politique suisse, membre du parti socialiste.

## Biographie
Née d'une mère anglaise, Anne-Catherine Lyon est l'aînée d'une fratrie de trois enfants (une sœur née en 1966 et un frère en 1969). 
Après avoir suivi toute sa scolarité à Lausanne, elle entame des études à l'université de Lausanne, où elle obtient une licence en droit en 1985. Elle séjourne ensuite plus d'un an au total à New-York, et fait un tour du monde. Elle passe ensuite son brevet d'avocat à Genève et décroche une licence spéciale en droit européen à l'Université libre de Bruxelles. 
Elle est successivement greffière ad hoc au Tribunal du district de la Broye, juriste à mi-temps auprès de l'Office cantonal des étrangers, puis avocate et assistante de recherche à partir de 1992. De 1997 à 1999, elle est secrétaire générale du Département de la sécurité et de l'environnement du canton de Vaud.
Anne-Catherine Lyon a joué au volleyball en ligue nationale A et a participé à plusieurs marathons, dont celui de New-York à trois reprises, la première fois en 2002.

## Parcours politique
C'est à la suite du vote du 6 décembre 1992 sur l'adhésion de la Suisse à l'Espace économique européen qu'elle décide de véritablement s'engager en politique. Candidate au Conseil national en 1995 au sein du mouvement « Renaissance Suisse-Europe », elle est élue à l'assemblée constituante du canton de Vaud en 1999 puis rejoint le parti socialiste en 2000. Elle est ensuite élue en 2002 conseillère communale lausannois pour quelques mois.

### Conseil d'État
Le 17 mars 2002, elle est élue au second tour au Conseil d'État avec le deuxième meilleur score (51,69 % des voix) et prend la tête du département de la Formation et de la Jeunesse. Elle est réélue pour un deuxième mandat le 1er avril 2007, au second tour avec 57,55 % des voix, puis pour un troisième mandat le 1er avril 2012, à nouveau au second tour avec 50,04 % des voix.
En 2016, elle renonce finalement à demander une dérogation de son parti pour se porter candidate à un quatrième mandat au gouvernement après avoir échoué à obtenir un préavis favorable du comité directeur,. Elle est remplacée par Cesla Amarelle, élue le 21 mai 2017.
En juin 2017, le Conseil d'État la nomme présidente du futur Musée cantonal des beaux-arts de Lausanne, mais elle renonce à cette fonction en août de la même année sur fond de polémique de possibles conflits d'intérêts,.

### Retour en politique
En octobre 2022, elle annonce être candidate au Conseil national pour les élections d'automne 2023. Elle n'est cependant pas retenue sur la liste officielle des candidats de son parti lors du congrès organisé le 28 janvier 2023,.

### Autres mandats
Elle est présidente de la section lausannoise de l'Association de défense et de détente des retraités (AVIVO). Depuis 2024, elle copréside avec Béatrice Métraux l'AVIVO Suisse. 